# Saison 2015-2016 des Suns de Phoenix
La saison 2015-2016 des Suns de Phoenix est la 48e saison de la franchise en National Basketball Association (NBA). À noter qu'à partir de cette saison les Suns joueront dans la Talking Stick Resort Arena qui l'an passée s'appelait l'US Airways Center.

## Draft
| Tour | Choix | Joueur          | Poste | Nationalité | Provenance           |
| ---- | ----- | --------------- | ----- | ----------- | -------------------- |
| 1    | 13    | Devin Booker    | SG    | États-Unis  | Wildcats du Kentucky |
| 2    | 44    | Andrew Harrison | PG    | États-Unis  | Wildcats du Kentucky |

## Matchs

### Pré-saison
| Pré-saison Total: 4-2 (Domicile : 2-1 ; Extérieur : 2-1) |

| Match | Date match | Équipe        | Score          | Meilleur marqueur    | Meilleur rebondeur   | Meilleur passeur   | Lieux Spectateurs                 | Série |
| ----- | ---------- | ------------- | -------------- | -------------------- | -------------------- | ------------------ | --------------------------------- | ----- |
| 1     | 7 octobre  | Sacramento    | V 102-98       | Leuer, Warren (17)   | Jon Leuer (13)       | Bledsoe, Price (4) | Talking Stick Resort Arena 12 033 | 1 - 0 |
| 2     | 9 octobre  | Utah          | V 101-85       | Alex Len (21)        | Chandler, Weems (7)  | Brandon Knight (7) | Talking Stick Resort Arena 10 773 | 2 - 0 |
| 3     | 13 octobre | Houston       | D 129-135 (OT) | T. J. Warren (21)    | Mirza Teletović (12) | Morris, Weems (4)  | Talking Stick Resort Arena 12 657 | 2 - 1 |
| 4     | 16 octobre | @ Denver      | D 81-106       | Alex Len (14)        | Alex Len (8)         | Sonny Weems (8)    | Pepsi Center 8 552                | 2 - 2 |
| 5     | 20 octobre | @ San Antonio | V 104-84       | Markieff Morris (17) | Leuer, Bledsoe (8)   | Knight, Warren (7) | AT&T Center 15 774                | 3 - 2 |
| 6     | 21 octobre | @ Dallas      | V 99-87        | Markieff Morris (18) | Warren (8)           | Bledsoe (7)        | American Airlines Center 18247    | 4 - 2 |

### Saison régulière
| Saison régulière Total: 23-59 (Domicile : 14-27 ; Extérieur : 9-32) |

| Match | Date match | Équipe     | Score    | Meilleur marqueur   | Meilleur rebondeur  | Meilleur passeur   | Lieux Spectateurs                 | Série |
| ----- | ---------- | ---------- | -------- | ------------------- | ------------------- | ------------------ | --------------------------------- | ----- |
| 1     | 28 octobre | Dallas     | D 95-111 | Brandon Knight (15) | Alex Len (8)        | Eric Bledsoe (4)   | Talking Stick Resort Arena 18 055 | 0 - 1 |
| 2     | 30 octobre | Portland   | V 110-92 | Eric Bledsoe (22)   | Tyson Chandler (12) | Brandon Knight (4) | Talking Stick Resort Arena 18 055 | 1 - 1 |
| 3     | 31 octobre | @ Portland | V 101-90 | Eric Bledsoe (33)   | Tyson Chandler (11) | Eric Bledsoe (6)   | Moda Center 17 906                | 1 - 2 |

### Confrontations en saison régulière
| Conférence Est      | Conférence Est                              | Conférence Est                              | Conférence Ouest                            | Conférence Ouest                            | Conférence Ouest                            | Conférence Ouest                            | Conférence Ouest                            |
| Division Atlantique | Division Atlantique                         | Division Atlantique                         | Division Nord-Ouest                         | Division Nord-Ouest                         | Division Nord-Ouest                         | Division Nord-Ouest                         | Division Nord-Ouest                         |
| Équipe              | Domicile                                    | Extérieur                                   | Équipe                                      | Domicile                                    | Domicile                                    | Extérieur                                   | Extérieur                                   |
| ------------------- | ------------------------------------------- | ------------------------------------------- | ------------------------------------------- | ------------------------------------------- | ------------------------------------------- | ------------------------------------------- | ------------------------------------------- |
| Boston              | 99-102                                      | 103-117                                     | Denver                                      | 105-81                                      | 96-104                                      | 114-107                                     | 98-116                                      |
| Brooklyn            | 106-116                                     | 91-94                                       | Minnesota                                   | 108-101                                     | 107-104                                     | 87-117                                      | 116-121                                     |
| New York            | 97-128                                      | 84-102                                      | Oklahoma City                               | 106-122                                     |                                             | 103-124                                     | 106-110                                     |
| Philadelphie        | 104-111                                     | 103-113                                     | Portland                                    | 110-92                                      | 96-106                                      | 101-90                                      |                                             |
| Toronto             | 97-104                                      | 107-102                                     | Utah                                        | 89-98                                       | 86-101                                      | 89-110                                      | 69-103                                      |
|                     | 0–5                                         | 1–4                                         |                                             | 4–5                                         | 4–5                                         | 2–7                                         | 2–7                                         |
| Division            | 1–9                                         | 1–9                                         | Division                                    | 6–12                                        | 6–12                                        | 6–12                                        | 6–12                                        |
| Division Atlantique | Division Atlantique                         | Division Atlantique                         | Division Nord-Ouest                         | Division Nord-Ouest                         | Division Nord-Ouest                         | Division Nord-Ouest                         | Division Nord-Ouest                         |
| Équipe              | Domicile                                    | Extérieur                                   | Équipe                                      | Domicile                                    | Domicile                                    | Extérieur                                   | Extérieur                                   |
| Chicago             | 97-103                                      | 103-101                                     | Golden State                                | 116-135                                     | 104-112                                     | 103-128                                     | 116-123                                     |
| Cleveland           | 97-101                                      | 93-115                                      | L.A. Clippers                               | 118-104                                     | 114-105                                     | 96-102                                      | 84-124                                      |
| Detroit             | 92-100                                      | 122-127 (OT)                                | L.A. Lakers                                 | 120-101                                     | 119-107                                     | 77-97                                       | 95-90                                       |
| Indiana             | 94-97                                       | 97-116                                      |                                             |                                             |                                             |                                             |                                             |
| Milwaukee           | 95-101                                      | 94-105                                      | Sacramento                                  | 118-97                                      | 101-105                                     | 119-142                                     | 94-116                                      |
|                     | 0–5                                         | 1–4                                         |                                             | 5–3                                         | 5–3                                         | 1–7                                         | 1–7                                         |
| Division            | 1–9                                         | 1–9                                         | Division                                    | 6–10                                        | 6–10                                        | 6–10                                        | 6–10                                        |
| Division Sud-Est    | Division Sud-Est                            | Division Sud-Est                            | Division Sud-Ouest                          | Division Sud-Ouest                          | Division Sud-Ouest                          | Division Sud-Ouest                          | Division Sud-Ouest                          |
| Équipe              | Domicile                                    | Extérieur                                   | Équipe                                      | Domicile                                    | Domicile                                    | Extérieur                                   | Extérieur                                   |
| Atlanta             | 98-95                                       | 90-103                                      | Dallas                                      | 95-111                                      |                                             | 94-104                                      | 78-91                                       |
| Charlotte           | 111-102                                     | 92-126                                      | Houston                                     | 105-111                                     | 100-116                                     | 115-124                                     |                                             |
| Miami               | 95-103                                      | 92-108                                      | Memphis                                     | 111-106                                     | 97-103                                      | 93-95                                       | 109-100                                     |
| Orlando             | 107-104                                     | 102-84                                      | New Orleans                                 | 114-120                                     | 104-88                                      | 116-122                                     | 121-100                                     |
| Washington          | 99-106                                      | 106-109                                     | San Antonio                                 | 89-117                                      | 111-118                                     | 84-98                                       | 79-112                                      |
|                     | 3–2                                         | 1–4                                         |                                             | 2–7                                         | 2–7                                         | 3–6                                         | 3–6                                         |
| Division            | 4–6                                         | 4–6                                         | Division                                    | 5–13                                        | 5–13                                        | 5–13                                        | 5–13                                        |
| Conférence          | 6–24 (Domicile : 3–12 ; Extérieur : 3–12)   | 6–24 (Domicile : 3–12 ; Extérieur : 3–12)   | Conférence                                  | 17–35 (Domicile : 11–15 ; Extérieur : 6–20) | 17–35 (Domicile : 11–15 ; Extérieur : 6–20) | 17–35 (Domicile : 11–15 ; Extérieur : 6–20) | 17–35 (Domicile : 11–15 ; Extérieur : 6–20) |
| Total               | 23–59 (Domicile : 14–27 ; Extérieur : 9–32) | 23–59 (Domicile : 14–27 ; Extérieur : 9–32) | 23–59 (Domicile : 14–27 ; Extérieur : 9–32) | 23–59 (Domicile : 14–27 ; Extérieur : 9–32) | 23–59 (Domicile : 14–27 ; Extérieur : 9–32) | 23–59 (Domicile : 14–27 ; Extérieur : 9–32) | 23–59 (Domicile : 14–27 ; Extérieur : 9–32) |

## Classements
| Conférence Ouest | Conférence Ouest                | Conférence Ouest | Conférence Ouest | Conférence Ouest | Conférence Ouest | Conférence Ouest | Conférence Ouest |
| No               | Franchise                       | Vic.             | Def.             | MJ               | MR               | V/D              | GB               |
| ---------------- | ------------------------------- | ---------------- | ---------------- | ---------------- | ---------------- | ---------------- | ---------------- |
| 1                | Warriors de Golden State T      | 73               | 9                | 82               | 0                | .890             | -                |
| 2                | Spurs de San Antonio            | 67               | 15               | 82               | 0                | .817             | 6                |
| 3                | Thunder d'Oklahoma City         | 55               | 27               | 82               | 0                | .671             | 18               |
| 4                | Clippers de Los Angeles         | 53               | 29               | 82               | 0                | .646             | 20               |
| 5                | Trail Blazers de Portland       | 44               | 38               | 82               | 0                | .537             | 29               |
| 6                | Mavericks de Dallas             | 42               | 40               | 82               | 0                | .512             | 31               |
| 7                | Grizzlies de Memphis            | 42               | 40               | 82               | 0                | .512             | 31               |
| 8                | Rockets de Houston              | 41               | 41               | 82               | 0                | .500             | 32               |
|                  |                                 |                  |                  |                  |                  |                  |                  |
| 9                | Jazz de l'Utah                  | 40               | 42               | 82               | 0                | .488             | 33               |
| 10               | Kings de Sacramento             | 33               | 49               | 82               | 0                | .402             | 40               |
| 11               | Nuggets de Denver               | 33               | 49               | 82               | 0                | .402             | 40               |
| 12               | Pelicans de La Nouvelle-Orléans | 30               | 52               | 82               | 0                | .366             | 43               |
| 13               | Timberwolves du Minnesota       | 29               | 53               | 82               | 0                | .354             | 44               |
| 14               | Suns de Phoenix                 | 23               | 59               | 82               | 0                | .280             | 50               |
| 15               | Lakers de Los Angeles           | 17               | 65               | 82               | 0                | .207             | 56               |

| Division Pacifique        | V  | D  | MJ | V/D  | GB | Dom   | Ext   | Div  | Conf  |
| ------------------------- | -- | -- | -- | ---- | -- | ----- | ----- | ---- | ----- |
| Warriors de Golden StateT | 73 | 9  | 82 | .890 | -  | 39-2  | 34-7  | 15-1 | 46-6  |
| Clippers de Los Angeles   | 53 | 29 | 82 | .646 | 20 | 29-12 | 24-17 | 9-7  | 31-21 |
| Kings de Sacramento       | 33 | 49 | 82 | .402 | 40 | 18-23 | 15-26 | 8-8  | 19-33 |
| Suns de Phoenix           | 23 | 59 | 82 | .280 | 50 | 14-27 | 9-32  | 6-10 | 17-35 |
| Lakers de Los Angeles     | 17 | 65 | 82 | .207 | 56 | 12-29 | 5-36  | 2-14 | 8-44  |

## Effectif actuel
| Suns de Phoenix Effectif actuel |    |                                  |                    |                        |
| Entraîneur : Jeff Hornacek      |    |                                  |                    |                        |
| Meneur                          | 2  | Drapeau des États-Unis           | Eric Bledsoe (C)   | Kentucky               |
| Arrière                         | 1  | Drapeau des États-Unis           | Devin Booker       | Kentucky               |
| Pivot                           | 4  | Drapeau des États-Unis           | Tyson Chandler     | Dominguez HS           |
| Arrière                         | 20 | Drapeau des États-Unis           | Archie Goodwin     | Kentucky               |
| Ailier fort                     | 43 | Drapeau des États-Unis           | Kris Humphries     | Minnesota              |
| Arrière                         | 23 | Drapeau des États-Unis           | John Jenkins       | Vanderbilt             |
| Meneur                          | 3  | Drapeau des États-Unis           | Brandon Knight (C) | Kentucky               |
| Pivot                           | 21 | Drapeau de l'Ukraine             | Alex Len           | Maryland               |
| Ailier fort                     | 30 | Drapeau des États-Unis           | Jon Leuer          | Wisconsin              |
| Meneur                          | 25 | Drapeau des États-Unis           | Phil Pressey       | Missouri               |
| Meneur                          | 14 | Drapeau des États-Unis           | Ronnie Price       | Utah Valley University |
| Ailier fort                     | 35 | Drapeau de la Bosnie-Herzégovine | Mirza Teletović    | Bosnie-Herzégovine     |
| Ailier fort, Ailier             | 17 | Drapeau des États-Unis           | P. J. Tucker       | Texas                  |
| Ailier                          | 12 | Drapeau des États-Unis           | T. J. Warren       | North Carolina State   |
| Arrière                         | 10 | Drapeau des États-Unis           | Sonny Weems        | Arkansas               |
| (C) Capitaine - Blessé          |    |                                  |                    |                        |

## Contrats et salaires 2015-2016
| Joueur               | Poste      | Âge        | Exp        | Contrat                | Salaire 2015-2016 | Fin du contrat |
| -------------------- | ---------- | ---------- | ---------- | ---------------------- | ----------------- | -------------- |
| Joueurs actuels      |            |            |            |                        |                   |                |
| Eric Bledsoe         | PG         | 25         | 5          | 70 000 000 $ sur 5 ans | 13 500 000 $      | 2019           |
| Devin Booker         | SG         | 19         | 0          | 4 351 440 $ sur 2 ans  | 2 127 840 $       | 2019           |
| Tyson Chandler       | C          | 33         | 14         | 52 000 000 $ sur 4 ans | 13 000 000 $      | 2019           |
| Archie Goodwin       | SG         | 21         | 2          | 5 430 929 $ sur 4 ans  | 1 160 160 $       | 2017           |
| Kris Humphries       | PF         | 31         | 11         | 13 320 000 $ sur 3 ans | 4 440 000 $       | 2017           |
| John Jenkins         | SG         | 24         | 3          | 3 200 000 $ sur 3 ans  | 981,348 $         | 2018           |
| Brandon Knight       | PF         | 24         | 4          | 70 000 000 $ sur 5 ans | 13 500 000 $      | 2020           |
| Alex Len             | C          | 22         | 2          | 15 773 381 $ sur 4 ans | 3 807 120 $       | 2017           |
| Jon Leuer            | PF         | 26         | 4          | 2 902 500 $ sur 3 ans  | 1 035 000 $       | 2016           |
| Phil Pressey         | PG         | 25         | 2          | Contrat de 10 jours    | 55,722 $          | 10 jours       |
| Ronnie Price         | PG         | 32         | 10         | 1 499 187 $ sur 1 an   | 947,276 $         | 2016           |
| Mirza Teletović      | PF         | 30         | 3          | 5 500 000 $ sur 1 an   | 5 500 000 $       | 2016           |
| P. J. Tucker         | SF         | 30         | 4          | 16 500 000 $ sur 3 ans | 5 500 000 $       | 2017           |
| T. J. Warren         | SF         | 22         | 1          | 6 123 120 $ sur 3 ans  | 2 041 080 $       | 2018           |
| Sonny Weems          | SG         | 29         | 3          | 5 754 630 $ sur 2 ans  | 2 814 000 $       | 2017           |
| Contrats de 10 jours |            |            |            |                        |                   |                |
| Lorenzo Brown        | PG         | 25         | 2          | -                      | 55,722 $          | -              |
| Lorenzo Brown        | PG         | 25         | 2          | -                      | 55,722 $          | -              |
| Cory Jefferson       | PF         | 25         | 1          | -                      | 49,709 $          | -              |
| Orlando Johnson      | SG         | 26         | 2          | -                      | 55,722 $          | -              |
| Jordan McRae         | SG         | 24         | 0          | -                      | 30,888 $          | -              |
| Jordan McRae         | SG         | 24         | 0          | -                      | 30,888 $          | -              |
| Joueurs coupés       |            |            |            |                        |                   |                |
| Michael Beasley      | SF         | 26         | 7          | -                      | 777,778 $         | -              |
| DeJuan Blair         | C          | 26         | 6          | -                      | 2 000 000 $       | -              |
| Bryce Cotton         | PG         | 23         | 1          | -                      | 228,663 $         | -              |
| Cory Jefferson       | PF         | 25         | 1          | -                      | 372,820 $         | -              |
|                      |            |            |            |                        |                   |                |
| Total                | Total      | Total      | Total      | Total                  | 74 067 458 $      | Différence     |
| Salary Cap           | Salary Cap | Salary Cap | Salary Cap | Salary Cap             | 70 000 000 $      | - 4 067 458 $  |
| Luxury Tax           | Luxury Tax | Luxury Tax | Luxury Tax | Luxury Tax             | 84 700 000 $      | 10 632 542 $   |

- 2016 = Joueurs qui peuvent quitter le club à la fin de cette saison.

## Transferts

### Échanges
| Juin            | Juin                                                                                        | Juin                                                                     | Juin                   |
| --------------- | ------------------------------------------------------------------------------------------- | ------------------------------------------------------------------------ | ---------------------- |
| 26 juin 2015    | Échange à deux équipes                                                                      | Échange à deux équipes                                                   | Échange à deux équipes |
| 26 juin 2015    | Vers Suns de Phoenix - Jon Leuer                                                            | Vers Grizzlies de Memphis - Droits sur Andrew Harrison                   | [ 2 ]                  |
| Juillet         |                                                                                             |                                                                          |                        |
| 9 juillet 2015  | Échange à deux équipes                                                                      | Échange à deux équipes                                                   | Échange à deux équipes |
| 9 juillet 2015  | Vers Suns de Phoenix - Second tour de draft 2020                                            | Vers Pistons de Détroit - Reggie Bullock - Danny Granger - Marcus Morris | [ 3 ]                  |
| Février         |                                                                                             |                                                                          |                        |
| 18 février 2016 | Échange à deux équipes                                                                      | Échange à deux équipes                                                   | Échange à deux équipes |
| 18 février 2016 | Vers Suns de Phoenix - DeJuan Blair - Kris Humphries - Premier tour de draft 2016 (protégé) | Vers Wizards de Washington - Markieff Morris                             | [ 4 ]                  |

### Joueurs qui re-signent
| Date       | Joueur         | Contrat                           | Référence |
| ---------- | -------------- | --------------------------------- | --------- |
| 17 juillet | Brandon Knight | Contrat de 70 000 000 $ sur 5 ans | [ 5 ]     |

#### Options joueur et équipe
| Date       | Joueur         | Option                                                                     |
| ---------- | -------------- | -------------------------------------------------------------------------- |
| 27 octobre | Archie Goodwin | Phoenix exerce son option d'équipe de 2 090 000 $ pour la saison 2016-2017 |
| 27 octobre | Alex Len       | Phoenix exerce son option d'équipe de 4 820 000 $ pour la saison 2016-2017 |
| 27 octobre | T. J. Warren   | Phoenix exerce son option d'équipe de 2 130 000 $ pour la saison 2016-2017 |

### Arrivés

#### Via draft
| Date       | Joueur       | Draft                          | Contrat                                                                         | Provenance           | Référence |
| ---------- | ------------ | ------------------------------ | ------------------------------------------------------------------------------- | -------------------- | --------- |
| 13 juillet | Devin Booker | Draft 2015, Tour 1, choix n°13 | Contrat de 4 350 000 $ sur 2 ans (Option d’équipe pour les saisons 2017 à 2019) | Wildcats du Kentucky | [ 6 ]     |

#### Via agent libre
| Date       | Joueur                             | Contrat                           | Provenance                     | Référence |
| ---------- | ---------------------------------- | --------------------------------- | ------------------------------ | --------- |
| 9 juillet  | Tyson Chandler                     | Contrat de 52 000 000 $ sur 4 ans | Mavericks de Dallas            | [ 7 ]     |
| 17 juillet | Ronnie Price                       | Contrat de 1 500 000 $ sur 1 an   | Lakers de Los Angeles          | [ 8 ]     |
| 17 juillet | Mirza Teletović                    | Contrat de 5 500 000 $ sur 1 an   | Nets de Brooklyn               | [ 8 ]     |
| 17 juillet | Sonny Weems                        | Contrat de 5 750 000 $ sur 2 ans  | CSKA Moscou (Russie)           | [ 8 ]     |
| 8 janvier  | Lorenzo Brown                      | Contrat de 10 jours               | Grand Rapids Drive (D-League)  | [ 9 ]     |
| 18 janvier | Lorenzo Brown                      | Second contrat de 10 jours        | Suns de Phoenix                | [ 10 ]    |
| 21 janvier | Cory Jefferson                     | Contrat de 10 jours               | Jam de Bakersfield (D-League)  | [ 11 ]    |
| 29 janvier | Jordan McRae                       | Contrat de 10 jours               | 87ers du Delaware (D-League)   | [ 12 ]    |
| 5 février  | Orlando Johnson                    | Contrat de 10 jours               | Spurs d'Austin (D-League)      | [ 13 ]    |
| 8 février  | Jordan McRae                       | Second contrat de 10 jours        | Suns de Phoenix                | [ 14 ]    |
| 20 février | Phil Pressey                       | Contrat de 10 jours               | Stampede de l'Idaho (D-League) | [ 15 ]    |
| 24 février | John Jenkins (Claimed off waivers) | Contrat de 3 200 000 $ sur 3 ans  | Mavericks de Dallas            | [ 16 ]    |

#### Via Trade
| Date       | Joueur(s) ou tour(s) de draft                                     | Provenance            |
| ---------- | ----------------------------------------------------------------- | --------------------- |
| 26 juin    | Jon Leuer                                                         | Grizzlies de Memphis  |
| 9 juillet  | Second tour de draft 2020                                         | Pistons de Détroit    |
| 18 février | DeJuan Blair Kris Humphries Premier tour de draft 2016 (si 10-30) | Wizards de Washington |

### Départs

#### Via agent libre
| Date        | Joueur           | Contrat                           | Vers ¹                | Référence |
| ----------- | ---------------- | --------------------------------- | --------------------- | --------- |
| 9 juillet   | Brandan Wright   | Contrat de 17 100 000 $ sur 3 ans | Grizzlies de Memphis  | [ 17 ]    |
| 9 juillet   | Gerald Green     | Contrat de 1 350 000 $ sur 1 an   | Heat de Miami         | [ 18 ]    |
| 9 septembre | Kendall Marshall | Contrat de 8 000 000 $ sur 4 ans  | 76ers de Philadelphie | [ 19 ]    |

¹ Il s'agit de l’équipe pour laquelle le joueur a signé après son départ, il a pu entre-temps changer d'équipe ou encore de pays.

#### Via Trade
| Date       | Joueur(s) ou tour(s) de draft              | Vers                  |
| ---------- | ------------------------------------------ | --------------------- |
| 26 juin    | Droits sur Andrew Harrison                 | Grizzlies de Memphis  |
| 9 juillet  | Reggie Bullock Danny Granger Marcus Morris | Pistons de Détroit    |
| 18 février | Markieff Morris                            | Wizards de Washington |

#### Via Waived
| Date       | Joueur                   | Commentaire                                               |
| ---------- | ------------------------ | --------------------------------------------------------- |
| 16 juillet | Jerel McNeal             | Libéré                                                    |
| 6 octobre  | Deonte Burton            | Non retenu dans l'équipe après les camps d’entraînements  |
| 16 octobre | Kyle Casey Terrico White | Non retenus dans l'équipe après les camps d’entraînements |
| 24 octobre | Henry Sims               | Non retenu dans l'équipe après les camps d’entraînements  |